# Klaus Tipke
Klaus Johannes Tipke (* 8. November 1925 in Bargstedt; † 13. Mai 2021 in Köln) war ein deutscher Rechtswissenschaftler und Hochschullehrer an der Universität zu Köln.

## Leben
Klaus Tipke entstammt einem Geschlecht freier Bauern, das sich bis in das sechzehnte Jahrhundert auf niedersächsischen Höfen nachweisen lässt. Er erlebte als Jugendlicher die Machtergreifung der Nationalsozialisten und wurde für die letzten beiden Kriegsjahre noch zur Wehrmacht eingezogen. 1944 wurde Tipke am Kopf schwer verwundet und verlor das linke Auge. Nach Ende des Krieges studierte er Rechtswissenschaft und Philosophie (drei Semester) an der Universität Hamburg. Dort wurde er 1952 mit der Dissertation Das Recht des Volksentscheids und des Volksbegehrens in den Verfassungen der „Bundesrepublik Deutschland“, der „Deutschen Demokratischen Republik“ und den Deutschen Ländern und die Bedeutung dieser Institutionen für die Demokratie (unveröffentlicht) promoviert. Auszüge daraus wurden 1953 in einem Beitrag veröffentlicht. Nach dem ersten (1950) und zweiten juristischen Staatsexamen (1954) trat er in die Hamburger Steuerverwaltung ein. 1952 heiratete Klaus Tipke die Lehrerin Ursula Boening. 1957 wurde er an das Finanzgericht Hamburg berufen und war damals der jüngste Finanzrichter der Bundesrepublik. 1965 wurde er zum Senatspräsidenten am Finanzgericht Hamburg ernannt. Neben seinem Richteramt publizierte er 1961/63 zusammen mit Heinrich Wilhelm Kruse einen Kommentar zur Reichsabgabenordnung und zum Steueranpassungsgesetz. Daraus entstand später der Loseblattkommentar Tipke/Kruse.
1965 wurde Tipke Lehrbeauftragter für Steuerrecht an der Universität Hamburg. 1967 folgte er einem Ruf auf den Lehrstuhl für Steuerrecht der Universität Köln als Nachfolger von Armin Spitaler und wurde Leiter des dortigen Instituts für Steuerrecht. 1976 initiierte Tipke die Gründung der Deutschen Steuerjuristischen Gesellschaft.
Klaus Tipke ist der akademische Lehrer u. a. von Joachim Lang, Harald Schaumburg, Heinz-Jürgen Pezzer, Franz Salditt, Jürgen Pelka, Pedro Herrera Molina und Funda Basaran.

## Forschung
1971 veröffentlichte Tipke einen grundlegenden Aufsatz mit dem Titel „Steuerrecht – Chaos, Konglomerat oder System?“, der zu einem ersten Fundament für die als „Kölner Schule“ bekannt gewordene Steuerrechtswissenschaft. Dem Aufsatz folgte 1973 Tipkes Steuerrecht. Ein systematischer Grundriss. Daraus entstand später das Lehrbuch Tipke/Lang. Klaus Tipke hielt sich zweimal als Visiting Professor in den USA auf. Inspiriert durch den ersten Aufenthalt in Berkeley entstand 1981 seine Schrift Steuergerechtigkeit in Theorie und Praxis. Der zweite Aufenthalt im zweiten Halbjahr 1985 bis Ende Januar 1986 diente (in Berkeley und Washington D.C.) der Information über die Durchsetzung einer großen Steuerreform durch Präsident Ronald Reagan und dem Gedankenaustausch mit dem Harvard-Professor für Steuerrecht und Steuerpolitik Stanley S. Surrey. in Washington D.C. dem Gedankenaustausch mit Joseph A. Pechman (Brookings Institution). Zwei Jahre vor seiner Emeritierung wurde Klaus Tipke vom Stifterverband für die Deutsche Wissenschaft eine Stiftungsprofessur bewilligt. Die Stiftungsprofessur nutzte Klaus Tipke, um als Summe seiner in über 20 Jahren erworbenen Erkenntnisse in einem dreibändigen Werk zu verarbeiten. Es erschien 1993, zwei Jahre nach seiner Emeritierung, mit dem Titel Die Steuerrechtsordnung. Die drei Bände der zweiten Auflage wurden in den Jahren 2000, 2003 und 2012 veröffentlicht. Das Werk Die Steuerrechtsordnung veranlasste die Nordrhein-Westfälische Akademie der Wissenschaften, Klaus Tipke als korrespondierendes Mitglied aufzunehmen. Im Alter leidet die Schaffenskraft von Klaus Tipke, der als Hochschullehrer für das Wahlfach Steuerrecht begeistern konnte, unter einer zunehmenden Zerstörung des Sehnervs seines verbliebenen rechten Auges durch Glaukom.

## Herausgeberschaften (Auswahl)
- 1974–1988: Geschäftsführender Herausgeber von Steuer und Wirtschaft

## Theorie der Steuerrechtswissenschaft und ihre Wirkung

### Wesentlicher Theorieinhalt
Klaus Tipkes steuerrechtswissenschaftliche Theorie lässt sich wie folgt zusammenfassen:
Der Rechtsstaat muss seine Macht auf das Recht gründen. Fundament des Steuerrechts sind gerechte Gesetze. Die Steuergesamtlast muss gerecht auf die Schultern der Steuerpflichtigen verteilt werden (iustitia distributiva; distributive equity). Das ist ein Imperativ der Ethik.
Steuerethik muss nicht nur von Steuerpflichtigen durch Steuermoral umgesetzt werden. Vorangehen muss der Staat mit einer guten Besteuerungsmoral. Da Steuergesetze durch Steuerpolitik vorbereitet werden, muss Steuerpolitik Gerechtigkeitspolitik sein; sie darf nicht politopportune Politik sein. Es genügt nicht, dass Politiker von den Bürgern Steuermoral verlangen und die Bürger ständig darüber belehren, dass Steuerhinterziehung kein Kavaliersdelikt ist; Steuerpolitik und Gesetzgeber müssen mit gerechter Gesetzgebung und gerechtem Gesetzesvollzug den Bürgern ein Beispiel geben; denn schlechte Besteuerungsmoral beeinflusst die Steuermoral der Bürger negativ. Auch in Steuerverschwendung äußert sich schlechte Besteuerungsmoral.
Es ist nicht alles gerecht, was die parlamentarische Mehrheit beschließt. Gerechtigkeit verlangt nach Systemrationalität. Das rechtliche System wird von einem Fundamentalprinzip getragen. Dieses Fundamentalprinzip ist für das Steuerrecht das Prinzip gleichmäßiger Besteuerung nach der Leistungsfähigkeit. Es dient der Anwendung des Gleichheitssatzes als Vergleichsmaßstab. Das Leistungsfähigkeitsprinzip hat sich gegenüber anderen Prinzipien, die versucht worden sind, als das sachgerechtere, sozialstaatlichere und praktikablere erwiesen. Es wird in der ganzen Welt angewendet und ist auch in einer Reihe von Verfassungen verankert worden.
Jede Steuer muss dem Leistungsfähigkeitsprinzip entsprechen. Sonst ist sie nicht „gerecht“-fertigt. Klaus Tipke hat in Band II seiner Steuerrechtsordnung herausgearbeitet, dass folgende Steuern dem Leistungsfähigkeitsprinzip nicht entsprechen: Vermögensteuer, Grundsteuer, Kaffeesteuer, Schankerlaubnissteuer, kommunale Verbrauch- und Aufwandsteuern, Solidaritätszuschlag. Diese Steuern werden zwar von Art. 105, 106 des Grundgesetzes erfasst; diese Artikel haben aber nicht das Gewicht ethisch fundierter Grundrechte. Steuern entsprechen nicht bereits den Grundrechten, weil sie in Art. 105, 106 GG aufgeführt sind; anders einige Staatsrechtslehrer und bisher auch das Bundesverfassungsgericht. Die Grunderwerbsteuer und die Versicherungsteuer müssen der Umsatzsteuer angepasst werden; sie dürfen Unternehmen nicht belasten. Tipke vertritt die „Einheit der Steuerrechtsordnung“. Daraus folgt, dass die einzelnen Steuern steuerübergreifend keine Wertungswidersprüche enthalten dürfen.
Für jede Steuer, die als solche dem Leistungsfähigkeitsprinzip entspricht, muss dieses Prinzip systemrational konkretisiert werden – durch Subprinzipien und Regeln, denen die einzelnen Gesetzesvorschriften entsprechen müssen. Die Konkretisierung muss in folgerichtiger und widerspruchsfreier Wertung geschehen. Auch der Gleichheitssatz (Art. 3 GG) verlangt eine solche Rechts- und Wertungslogik. Allerdings kann es mehrere vertretbare Wertungen geben. Steuervergünstigungen lassen sich nur durch gewichtige Gemeinwohlgründe rechtfertigen.
Die Steuerbehörden müssen die Steuern gleichmäßig festsetzen und erheben, und zwar entsprechend dem individuellen Kontroll- oder Aufklärungsbedürfnis. Dadurch wird die Besteuerungsmoral des Gesetzgebers ergänzt. Die Verfahrensvorschriften müssen das materielle Recht in einer Weise ergänzen, dass das materielle Recht voll und nicht bloß lückenhaft angewendet werden kann.
Klaus Tipke gehört nicht zu denen, die nur die Ideale des Grundgesetzes erörtern, die Verfassungswirklichkeit aber ausblenden. Er beschreibt auch die Verfassungswirklichkeit, die Steuergesetzgebungswirklichkeit, die Steuervollzugswirklichkeit und die Wirklichkeit des Steuerstrafrechts, jeweils die Differenz zwischen Soll und Ist.
Klaus Tipke kritisiert einen Fiskalismus, der das „Wohl der Staatskasse“ über die Rechtsstaatlichkeit stellt, der sich an der Maxime orientiert: Salus fisci suprema lex. Staatskassenüberlegungen dürfen den Rechtsgedanken nicht verdrängen. Der fiskalische Bedarf rechtfertigt nicht jedes Aufklärungsmittel, auch keinen Steuergeheimnisverrat durch Amtsträger. Die Steuerpolitik des Finanzministers Peer Steinbrück (2005–2009) wurde von vielen als Renaissance des Fiskalismus empfunden.
Durch übermäßige Steuervereinfachung darf der Steuergerechtigkeitsgedanke ebenfalls nicht verdrängt werden.
Klaus Tipke kritisiert übertriebenen, hauptsächlich der Bequemlichkeit von Beamten und Richtern dienenden Formalismus.

### Wirkung der Theorie

#### Wirkung in der Rechtswissenschaft und in den Steuerwissenschaften
Klaus Tipkes Systematischer Grundriss des Steuerrechts, das Steuerrechtslehrbuch Tipke/Lang und Tipkes dreibändige Steuerrechtsordnung haben auch in die Wissenschaft vom öffentlichen und privaten Recht hineingewirkt. Tipke kritisiert das Vorurteil, im Steuerrecht gehe es nur um Rechenwerk, allenfalls um technisches Recht. Für ihn waren Gerechtigkeit, zumal Besteuerungsgleichheit, die „Magna Charta“ des Steuerrechts; Steuerrecht ist Gerechtigkeitsrecht par excellence. Gerechter als das Strafrecht kann das Steuerrecht schon deshalb sein, weil die Steuerzumessung keinen so großen Spielraum belässt wie die Strafzumessung durch § 46 StGB. Seine Hauptwirkung erzielte Tipke in der Steuerrechtswissenschaft durch die Gründung der „Kölner Schule“ eines systematischen, rechtsrationalen Steuerrechtsdenkens. Die „Kölner Schule“ ist zurzeit in der dritten Generation aktiv und repräsentiert sich insbesondere durch das Lehrbuch „Steuerrecht“, das 2018 in der 23. Auflage erschienen ist und zum überwiegenden Teil von Roman Seer, Johanna Hey und Joachim Englisch bearbeitet wurde. Eine Denkschule, die der „Kölner Schule“ opponiert, existiert zurzeit nicht. Christian Waldhoff von der Humboldt-Universität Berlin kommt zu der Wertung, dass der „Ansatz der Kölner Schule die Steuerrechtswissenschaft sehr vorangebracht, im Grunde nach Hensel und Bühler auf eine neue Stufe gehoben“ habe. Dieter Birk (Universität Münster) stellt fest, dass die „Kölner Schule“ die „steuerrechtwissenschaftliche Diskussion in Deutschland nach wie vor maßgeblich prägt“.
Klaus Tipke hat auch als Herausgeber von Steuer und Wirtschaft, Zeitschrift für die gesamten Steuerrechtswissenschaften in der Zeit von 1974 bis 1989 auf die Steuerwissenschaften und auf die Betriebswirtschaftliche und die Finanzwissenschaftliche Steuerlehre eingewirkt. Der interdisziplinäre Charakter der Zeitschrift ist von seinem Nachfolger Joachim Lang noch wesentlich verstärkt worden. Klaus Tipke selbst hat zwischen 1961 und 2010 37 Beiträge in Steuer und Wirtschaft veröffentlicht; seine Veröffentlichungen sind von anderen StuW-Autoren 541-mal zitiert worden, davon 142-mal von Ökonomen. Er hält damit bis 2010 den Spitzenplatz.
Tipke hat den Fortschritt steuerrechtswissenschaftlichen Denkens auch dadurch gefördert, dass er die „Deutsche Steuerjuristische Gesellschaft“ initiiert und in den ersten Jahren ihren wissenschaftlichen Charakter wesentlich bestimmt hat. Tipke hat sich auch dafür eingesetzt, in die Gesellschaft nicht nur Steuerrechtswissenschaftler aufzunehmen, sondern auch steuerwissenschaftlich interessierte Praktiker, was sich für beide Seiten als sehr förderlich erwiesen hat.
Tipke hat keinen Steuergesetzentwurf ausformuliert. Seine Theorie hat sich aber als förderlich und praktisch umsetzbar erwiesen bei der Erarbeitung des Entwurfs eines Steuergesetzbuchs durch Joachim Lang (s. Vorwort S. V) und den Kölner Entwurf eines Einkommensteuergesetzes (Sprecher: J. Lang). Für diesen Entwurf war Tipkes Steuerrechtsordnung grundlegend.
Die Frage, wass sich durch Tipkes Beiträge zur Wissenschaft verändert habe, beantwortet der Luxemburger Steuerrechtswissenschaftlers Alain Steichen wie folgt: « Il n’est pas possible de discuter du système du droit fiscal sans évoquer le nom de Klaus Tipke. Ce professeur émérite de Cologne a, plus que tout autre, élevé le droit fiscal au stade supérieur d’une science à part entière. … En exagérant à peine, l’on pourrait dire qu’avant Tipke c’était le chaos, un amas plus ou moins confus de solutions incohérentes, arbitraires, injustifiables et injustifiées. Enfin Tipke vint et apporta de l’ordre et de la méthode. Son immense mérite a été de chercher les idées générales qui se trouvent derrière toutes ces solutions législatives ou qui devraient s’y trouver. Dans la Steurrechtsordnung (3 t.), Klaus Tipke développe une théorie systématique du droit fiscal hautement stimulante pour l’esprit et exigeante pour le législateur. Prenant appui sur la finalité du droit fiscal, le suum cuique tribuere, Klaus Tipke revoit de manière critique le droit fiscal allemand à l’aune du principe d’imposition des facultés contributives. Au passage, il analyse la situation en droit comparé et fournit la voie à adopter par le législateur. Un véritable travail de titan, d’analyse et de synthèse, qui n’a pas sans égal dans le monde. »

#### Wirkung auf die Steuergesetzesanwendung
Der Tipke/Lang führt seit Jahrzehnten Studierende der Ökonomie mit dem Berufsziel „Steuerberater“ in das steuerjuristische Denken ein. Rechtsanwälte und Notare, die während des Rechtsstudiums nicht mit dem Steuerrecht in Berührung gekommen sind, aber steuerrechtliche Kenntnisse in der Praxis benötigen, greifen ebenfalls zum Tipke/Lang. Da Steuerberater und Rechtsanwalt sich gegenüber der Finanzverwaltung auf dieses Buch berufen, waren auch die Oberfinanzdirektionen und die Finanzämter gezwungen, es anzuschaffen.
Bemerkenswert ist auch der Einfluss Tipkes auf Richter der Finanzgerichtsbarkeit. Die Mehrheit der Richter war in den 1970er und in den 1980er Jahren wohl gesetzespositivistisch eingestellt. Der Positivismus oder Begriffslegalismus hatte im Steuerrecht Tradition. Steuerpositivisten fragen nicht nach Steuerethik, nicht nach Steuergerechtigkeit, nicht nach dem Leistungsfähigkeitsprinzip, für sie sind Prinzipien unerheblich. Auch die Wertordnung der Verfassung, insbesondere Verstöße gegen den Gleichheitssatz, pflegt Positivisten nicht zu interessieren. Allenfalls enden sie im Verfassungsgerichtspositivismus. Der Steuerpositivismus war auch in der Finanzgerichtsbarkeit verbreitet. Er wurde vor allem in Verkehrsteuersachen gepflegt. Die Umsatzsteuer wurde vom zuständigen Senat des Bundesfinanzhofs lange hartnäckig als Verkehrsteuer statt als Verbrauchsteuer gedeutet.
Zusammengefasst: Klaus Tipke hat einen gehörigen Beitrag zur Überwindung des Gesetzespositivismus, des sinnlosen Formalismus und auch des Fiskalismus in der Steuergerichtsbarkeit geleistet. Richter des Bundesfinanzhofs sehen es heute mit Recht als Beschimpfung an, wenn sie als Fiskalisten bezeichnet werden. Die Richter der Finanzgerichtsbarkeit hat Klaus Tipke immer wieder ermuntert, einschlägige Gesetzesvorschriften auf ihre Verfassungsmäßigkeit zu prüfen und bei Verfassungswidrigkeit das Verfassungsgericht einzuschalten.
Den stärksten Einfluss auf die Rechtsprechung hat aber wohl der Kommentar zur Abgabenordnung und zur Finanzgerichtsordnung von Tipke/Kruse gehabt, insbesondere soweit es um das Verfahrensrecht geht.
Klaus Tipke referierte nicht nur auf Steuerberatertagen, sondern fand auch auf Gewerkschaftsveranstaltungen der Steuerbeamten Beifall, wenn er die Steuergesetze, das Handwerkszeug der Steuerberater und Steuerbeamten, rücksichtslos kritisierte – als ungerecht und als chaotisch-kompliziert, wenn er darlegte, welche Verschwendung von Beratungsressourcen unser Staat sich leistet und welche Entlastung es für Steuergesetzesanwender bedeuten würde, wenn das Steuerchaos beseitigt würde, wenn auf die ständigen Gesetzesänderungen und damit auf ständige Fortbildung verzichtet würde, wie viel Zeit und Kosten gespart werden könnten, wenn die Steuergesetze systematisiert, rechtslogisch rationalisiert und in Maßen vereinfacht würden. Wenn dann noch festgestellt wurde, dass heute kein Steuerberater und kein Steuerbeamter im Finanzamt auch nur noch annähernd in der Lage ist, die ganze Stoffmasse der Steuergesetze zu überblicken geschweige denn zu beherrschen, dann wussten Steuerberater und Steuerbeamte, dass da jemand die Anwendungswirklichkeit darstellte, was sie immer wieder mit großem Beifall belohnten.
Tipke forderte die Steuerberater auf, sich als unabhängige „Organe der Rechtspflege“ zu gerieren, die Rechte ihrer Mandanten selbstbewusst, unerschrocken und nachdrücklich wahrzunehmen.

#### Kaum Wirkung auf Steuerpolitik und Steuergesetzgebung
Klaus Tipkes Verhältnis zu Steuerpolitik und Steuergesetzgebung (als angewandter Steuerpolitik) war schon in den 1970er Jahren nicht befriedigend. Das gilt vor allem vom Kontakt zu den Leitern der Steuerabteilung des Bundesfinanzministeriums, die für die Vorbereitung der Steuergesetze zuständig sind. Tipke konnte lange nicht verstehen, warum er Richter für seine Steuerrechtstheorie gewinnen konnte, die Leiter der BMF-Steuerabteilung aber nicht. Die Ursache sah er später darin, dass die Steuerabteilung im Machtkreis der Politik arbeiten muss. Der Leiter der Steuerabteilung ist politischer Beamter. Er und seine Mitarbeiter sind nicht wissenschaftsabhängig, sondern politikabhängig. Der Leiter lebt vom Feedback der Politik, und die Rechtspolitik tickt anders als die Rechtswissenschaft. Das gelte nicht zuletzt auch für die Steuerpolitik. Tipke hatte schon Anfang 1971 die Leitung der Steuerabteilung auch dadurch verärgert, dass er das Stichwort „Steuerchaos“ einführte. Dieses Schlagwort verbreitete sich schnell nicht nur unter den Steuerrechtsanwendern, sondern auch unter Steuerpolitikern und Journalisten. Die Parteien beschuldigten sich durch ihre Steuerpolitiker gegenseitig, das Steuerchaos verursacht zu haben. In Wirklichkeit haben alle Parteien daran mitgewirkt, so Tipke.

## Weltanschauung
Zu den Lebensmaximen Klaus Tipkes gehörte das sapere aude, das Leitprinzip der Aufklärung. Tipke bekannte sich zur Ethik der freiheitlichen Grundrechte des Grundgesetzes. Die Diktatur hielt er für die primitivste der denkbaren Staatsformen. Niemand sollt die Freiheit haben, die Grundfreiheiten anderer Bürger zu unterdrücken. Diktatoren, so Tipke, bekämpfe man nicht dadurch erfolgreich, dass man sich darauf beschränkt, die von ihnen vertriebenen Asylsuchenden aufzunehmen.
Auch die rechtsstaatliche Demokratie sei kritikbedürftig und verbesserungsbedürftig. Die Wahlen sollten nicht von denen gewonnen werden, die am skrupellosesten lügen und verunglimpfen sowie die haltlosesten Versprechungen machen. Der Wahlkampf, der für die Gesellschaft wichtigste Wettbewerb, benötige dringender als jeder andere Wettbewerb Regeln und Schiedsrichter. Volksherrschaft sollte sich nicht in Parteienherrschaft erschöpfen. Die Parteien förderten ungeniert entgegen dem Grundgesetz (Art. 33 II GG) die Ämterpatronage. Sie kooperierten unreguliert und unrestringiert mit Interessenverbänden, denen es durchweg nicht um das Gemeinwohl ginge, sondern – zu Lasten des Gleichheitssatzes – um das Wohl ihrer Klientel.
Auch die real existierende rechtsstaatliche Demokratie muss an der in ihr herrschenden Rechtswirklichkeit gemessen werden, nicht bloß an den von ihr verheißenen Idealen. Das rechtsstaatliche Grundgesetz erklärt die Menschenwürde für unantastbar, garantiert freie Entfaltung der Bürger sowie das Recht auf Leben und körperliche Unversehrtheit; sie bekennt sich zu Meinungsfreiheit und erklärt die Wohnung für unverletzlich. Welchen Wert hat es aber, wenn zu oft alte, gebrechliche Menschen von jugendlichen Räubern oder Gewalttätern umgebracht werden, wenn öffentliche Plätze und öffentliche Verkehrsmittel nicht ungefährdet benutzt werden können? Was hilft das Apodiktum der Unverletzlichkeit der Wohnung, wenn in Stadt und Land laufend eingebrochen wird? So fragt Klaus Tipke, der 1998 ein Buch mit dem Titel „Innere Sicherheit und Gewaltkriminalität“ veröffentlicht hat. Das Anliegen seines Buches war es, die Sicherheitsdefizite offenzulegen, die abweichend von den Grundrechten bestehen, aber weitgehend totgeschwiegen werden. Eine freimütige Diskussion unterblieb und unterbleibt weiterhin, obwohl die Sicherheitslage sich nicht verbessert, sondern verschlechtert hat. Obwohl Klaus Tipke keine höheren Schuldstrafen verlangt hat, sondern mehr Sicherheit, wurde das Buch planmäßig totgeschwiegen, auch von den überregionalen Zeitungen.
Klaus Tipke hielt keinen Satz des christlichen Glaubensbekenntnisses für glaubwürdig. Er bekannte sich auch nicht zu anderen religiösen Glaubensdogmen. Seine ethischen Vorstellungen stimmen allerdings weitgehend mit der christlichen Ethik überein, wenn auch nicht mit der christlichen Sexualethik. Dass die christliche Kirche die Aufklärung gefördert habe, treffe nicht zu; vielmehr habe die Aufklärung sich gegenüber der Kirche soweit durchgesetzt, dass diese die freiheitlichen Grundrechte des Grundgesetzes akzeptiert und respektiert. Leider sei der Islam noch weit hinter dem Gegenwartsstand der Aufklärung zurückgeblieben. Nach Klaus Tipke betreibe der Islam eine Art von Gegenaufklärung.
Klaus Tipke war der Meinung, dass jeder Mensch über sein Lebensende selbst müsse verfügen können, auch durch ‚Freitod‘. Das Leben eines Menschen gehöre nur diesem selbst, es gehöre nicht einem Gott, nicht dem Staat, nicht einer Religionsgemeinschaft und nicht den Ärzten. Daher setzt Klaus Tipke sich für die Zulassung kompetenter Sterbehilfe ein, damit niemand sich vor den Zug werfen, von einer Brücke springen, sich ertränken oder aufhängen muss. Ein Staat, der es hinnimmt, dass seine alten Bürger gegen ihren Willen umgebracht werden oder gegen ihren Willen auf einem Schlachtfeld sterben müssen, habe kein Recht, diejenigen zu behindern, die freiwillig den Tod suchen und dafür humane Hilfe benötigen.

## Rezeption
Heribert Prantl zählt Tipke zu den bedeutendsten deutschen Steuerrechtswissenschaftlern.

### Ehrungen
Socio honoris causa des Instituto Brasileiro de Direito Tributario, 1976; Hamus Iustitiae, 1983 der Deutschen Steuer-Gewerkschaft; Gerhard-Thoma-Ehrenpreis 1993 des Fachinstituts der Steuerberater; Ehrenmitglied der Deutschen Steuerjuristischen Gesellschaft, 1993; Festschrift zum 70. Geburtstag von Klaus Tipke, 1995; Korrespondierendes Mitglied der Nordrhein-Westfälischen Akademie der Wissenschaften und der Künste, 1998; Socio honoris causa des Ordinarienrates des Instituto internacional de Estudos de Direito do estado, Porto Allegre 2003; Mitglied des Beirats für Steuergerechtigkeit von steuertip, 2006; Custos des Mittelständischen Unternehmertums, 2007.

## Veröffentlichungen (Auswahl)
- Roman Seer, Peter Brandis, Matthias Loose, Klaus-Dieter Drüen, Marcel Krumm: Abgabenordnung – Finanzgerichtsordnung. Kommentar. Begründet von Klaus Tipke und Heinrich Wilhelm Kruse. Verlag Dr. Otto Schmidt, Köln 2021, ISBN 978-3-504-22119-5 (9628 S.).
- Steuerrecht – Chaos, Konglomerat oder System? StuW 1971, 1 ff.
- Steuerrecht. Ein systematischer Grundriss, von 1973 bis 1989 elf Auflagen, als Tipke/Lang fortgeführt bis zur bisher 23. Auflage, 2018
- Steuergerechtigkeit in Theorie und Praxis, 1981
- Die Steuerrechtsordnung, drei Bände, 1993, 2. Auflage 2000, 2003, 2012
- Besteuerungsmoral und Steuermoral, hrsg. von der Nordrh.-Westf. Akademie der Wissenschaften (dazu Übersetzungen ins Spanische und ins Portugiesische)
- Steuerrecht als Wissenschaft (in Festschrift für J. Lang, 2011, 3 ff.)
- Warum Steuerrechtswissenschaft und Steuerpolitik nicht harmonieren?, StuW 2013, 97 ff
- Warum gibt es an Steuergerechtigkeit mangelt, steuertip Juni 2014
- Mehr oder weniger Gestaltungsfreiheit für den Steuergesetzgeber? StuW Nr. 4/2014